# 高橋秀五
高橋 秀五（たかはし しゅうご、1962年9月28日 - ）は日本のゲームクリエイター。
キャメロット代表取締役副社長。社長である高橋宏之の弟。

## 略歴
当初はビジネス用ソフトを制作する会社に在籍していたが、兄である宏之がソニックを設立したのを機にゲーム業界へ。
以後同社でシャイニング・フォースシリーズを手がける。
1994年、SCEに誘われたのを機にキャメロットを設立。社長に就任しプレイステーション用ソフトの制作を開始する。
1997年、シャイニング・フォースIIIの開発を機にソニックとキャメロットが合併。以後兄の宏之が社長、弟の秀五が副社長を務める事になる。
同社の全てのゲームに深く関わっており、特にRPGの開発では自ら指揮を執る事が多い。
ゴルフ好きとして有名で、手がけたゴルフゲームには本人のノウハウも数多く盛り込まれている。モバイルゴルフでは自らカウンセリング担当として、ユーザーからの相談に答えていた。

## 作品
- シャイニング・シリーズ
  - シャイニング・フォース外伝 遠征・邪神の国へ：ディレクション
  - シャイニング・フォース外伝II 邪神の覚醒：ディレクション、シナリオ
  - シャイニング・フォースII 古えの封印：ディレクション、プログラム
  - シャイニング・フォース外伝 ファイナルコンフリクト：シナリオ、プロデュース
  - シャイニング・ザ・ホーリィアーク：ゲームデザイン（高橋宏之と共同）、プロデュース補佐
  - シャイニング・フォースIII：ディレクション、ゲームデザイン、バトルデザイン、プロデュース補佐
- マリオゴルフシリーズ
  - マリオゴルフ64：ゲームデザイン（高橋宏之と共同）、プロデュース（波多野信治と共同）
  - マリオゴルフGB：シナリオ・ゲームデザイン（高橋宏之と共同）、プロデュース（波多野信治と共同）
  - モバイルゴルフ：ディレクション、シナリオ・ゲームデザイン（高橋宏之と共同）、プロデュース（波多野信治と共同）
  - マリオゴルフ ファミリーツアー：テキスト、ゲームデザイン、プロデュース（波多野信治と共同）
  - マリオゴルフGBAツアー：シナリオ・ゲームデザイン（高橋宏之と共同）、プロデュース（波多野信治と共同）
  - マリオゴルフ ワールドツアー：ディレクション、リードゲームデザイン（高橋宏之と共同）、プロデュース（伊豆野敏晴と共同）
- マリオテニスシリーズ
  - マリオテニス64：ゲームデザイン（高橋宏之と共同）、プロデュース（波多野信治と共同）
  - マリオテニスGB：ディレクション、シナリオ・ゲームデザイン（高橋宏之と共同）、プロデュース（波多野信治と共同）
  - マリオテニスGC：テキスト、ゲームデザイン、プロデュース（波多野信治と共同）
  - マリオテニスアドバンス：シナリオ・ゲームデザイン（高橋宏之と共同）、プロデュース（波多野信治と共同）
  - マリオテニス オープン：ディレクション、リードゲームデザイン・プロデュース（高橋宏之と共同）
  - マリオテニス ウルトラスマッシュ：ディレクション、リードゲームデザイン（高橋宏之と共同）、プロデュース（伊豆野敏晴と共同）
  - マリオテニス エース：ディレクション、リードゲームデザイン（高橋宏之と共同）、プロデュース（伊豆野敏晴、野中豊和、寺崎啓祐と共同）
- 黄金の太陽シリーズ
  - 黄金の太陽 開かれし封印：企画、ディレクション、プロデュース（波多野信治と共同）
  - 黄金の太陽 失われし時代：企画、ディレクション、プロデュース（波多野信治と共同）
  - 黄金の太陽 漆黒なる夜明け：ゲームデザイン、ディレクション、プロデュース
- ビヨンド ザ ビヨンド 〜遥かなるカナーンへ〜：シナリオ、ディレクション・プロデュース
- みんなのGOLF：コースデザイン（村守将志と共同）、プロデュース
- ゴルフだいすき！：ディレクション
- マリオスポーツ スーパースターズ（テニス・ゴルフ）：ディレクション、リードゲームデザイン・プロデュース（高橋宏之と共同）

## 関連記事
- キャメロット (ゲーム会社)
- ゲームクリエイター一覧